# Firn

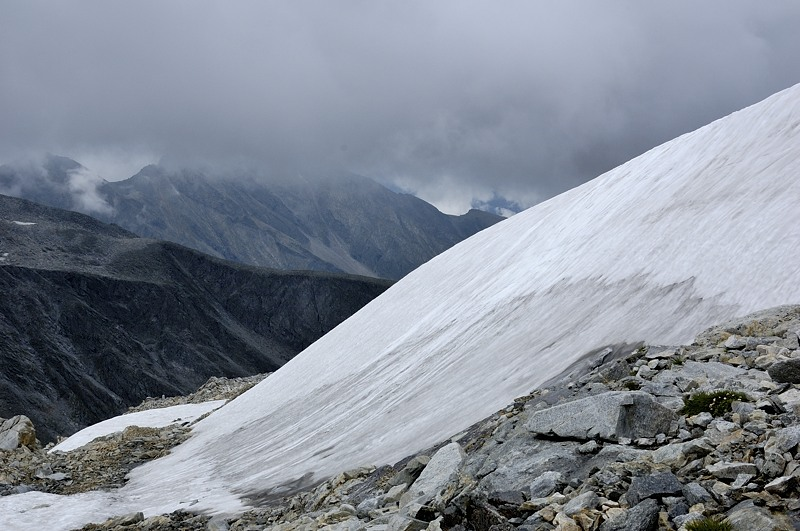
Campo de firn en la superficie del Säuleck, Hohe Tauern.

Firn o nieve firn (del alto alemán antiguo firni : "del año pasado") es una cubierta helada que se encuentra en un estado intermedio entre la nieve y el hielo compuesta por nieve remanente de inviernos anteriores parcialmente compactada  y que se ha recristalizado hasta formar un material más denso que la nieve fresca. El firn tiene aspecto de azúcar húmeda y una dureza que lo hace difícil de trabajar con pala. Su densidad, en general, es superior a 550 kg/m³ y a menudo se lo encuentra debajo de la nieve que se acumula en la cabeza de un glaciar.
Los copos de nieve son comprimidos por el peso de la masa de nieve que los cubre. Los cristales individuales con una temperatura cercana a la temperatura de fusión son semilíquidos, lo que permite el deslizamiento sobre sus planos cristalinos, con lo que van rellenando los espacios entre ellos y aumentando la densidad del hielo. Los cristales se sueldan unos con otros al entrar en contacto y el aire presente es empujado hacia el exterior o queda atrapado en burbujas.
Durante los meses de verano, la metamorfosis de los cristales puede ocurrir más rápidamente por el percolado del agua entre los cristales. Hacia el final del verano el resultado es que se ha formado firn. De la misma manera la transformación del firn en hielo se produce mucho más rápidamente en los glaciares de zonas donde hay nieve húmeda (zonas templadas) que en las de las zonas donde la nieve es seca (zonas polares). El firn se convierte en hielo al rebasar la densidad de 830 kg m−3, en el glaciar Seward de las Montañas San Elías de Alaska esto pasa a una profundidad de 13 metros, pero se necesitan 64 metros en el caso del glaciar Byrd en la Antártida, y 95 metros en Vostok, también en la Antártida.
La altitud mínima a la cual se acumula firn en un glaciar se llama el límite del firn, línea del firn o línea de nieve.

## Transformación

Diagrama esquemático de un glaciar que muestra los sectores con nieve, firn y hielo.

La transformación de la nieve en gel sigue una cadena de procesos: los cristales de nieve tienen una estructura hexagonal con una simetría característica de seis lados; la nieve adopta infinitas formas. En primer lugar, los frágiles cristales se trenzan al depositarse, al igual que si se aplastan. Poco a poco, los flóculos de nieve se transforman en otros grandes que se vuelven desmenuzables y granulosos, como terrones de azúcar. A medida que la nieve se comprime, se vuelve más dura y densa. Al principio los espacios de aire entre los grandes están conectados, la nieve se ha convertido en firn (nieve helada); se trata de una etapa intermedia en su transformación en gel. La primera etapa se alcanza generalmente tras un ciclo anual completo, cuando la densidad de la nieve se aproxima a la mitad de la del agua. A medida que avanzan estos cambios, los cristales grandes y relativamente redondos empiezan a recristalizar y comienzan a formarse grandes cristales de gel a expensas de los cristales vecinos más pequeños. El aire entonces sólo está presente en forma de bulbos atrapados dentro de los cristales en crecimiento.
| Tipos de nieve          | Densidad (kg/m3) |
| Nieve fresca            | 50-100           |
| Nieve vieja             | 250 - 450        |
| Nieve húmeda            | 300 - 500        |
| Nieve compactada (firn) | 500 - 830        |
| Hielo                   | 917 (a 0 °C)     |

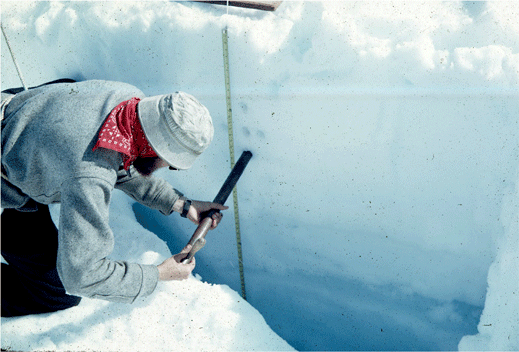
Toma de muestras en la superficie del glaciar Taku en Alaska. La densidad del firn aumenta a partir que se desciende de las capas de nieve superficial hacia el hielo glacial azul.

En las regiones no polares, los copos de nieve son comprimidos por el peso de la masa de nieve que se acumula. Los cristales individuales con una temperatura cercana a la temperatura de fusión son semilíquidos, lo que permite el deslizamiento sobre sus planos cristalinos, de modo que van llenando los espacios entre ellos y aumentando la densidad. Los cristales se sueldan unos con otros al entrar en contacto y el aire presente es empujado hacia el exterior o queda atrapado en burbujas. Durante los meses de verano, la metamorfosis de los cristales puede ocurrir más rápidamente a causa de la percolación del agua entre los cristales. Hacia finales de verano el resultado es la formación de firn.
La transformación del firn en hielo se produce mucho más rápidamente en los glaciares de zonas donde hay nieve húmeda (zonas templadas) que en las de las zonas donde la nieve es seca (zonas polares). El firn se convierte en hielo al sobrepasar la densidad de 830 kg/m3 , en el glaciar Seward  de las Montañas San Elías de Alaska esto pasa a una profundidad de 13 metros, pero se necesitan 64 en el caso del glaciar de Byrd, en la Antártida, y 95 metros en Vostok, también en la Antártida.
La altitud mínima (m.s.n.m) en la cual se acumula la nieve compactada en un glaciar se denomina "límite del firn", "línea del firn" o líneaa de nieve.

## Terminología glaciológica
Varios glaciólogos franceses y suizos, consideran que la névé es un agregado más o menos denso y asentado, aunque permeable, de grandes individuales de tamaño que va de medios a grandes, formatos y soldados entre ellos por alternancias frecuentes de fusión y congelación sobre el original. Cristales de nieve en los que a menudo se encuentran numerosas capas de hielo. De forma más general, utilizan la palabra névé para referirse a la cubierta de nieve global que existe durante el período de fusión y, a veces, de un año a otro.
La definición de la palabra firn, adoptada por el Institut für Schnee-and Lawinenforschung (Instituto de Investigación sobre Nieve y Avalanchas), e incluido en el último “Borrador de una clasificación internacional de la nieve” sugerido por el Comité de Clasificación de la Nieve de la Asociación Internacional de Hidrología Científica, es el siguiente: nieve vieja que ha perdurado al menos un verano, transformándose en un material pesado y denso como resultado de la fusión y la congelación frecuentes).
El Firn (de alemán antiguo firn: "Del año pasado") es una cubierta helada que se encuentra en un estado intermedio entre la nieve y el hielo, compuesta por la nieve remanente de inviernos anteriores parcialmente compactada y que se ha recristalizado hasta formar un material más denso. Esta definición ya no es aceptable porque el término firn también se refiere a la nieve alterada de los glaciares polares, la definición original implica que haya fusión de la nieve, y esto no ocurre en los polos. Esto implica cierta ambigüedad pero es un reflejo de la naturaleza continua del proceso de transformación de la nieve en hielo.

## Iglús

Estructura del firn del Glaciar South Cascade (visto con un aumento de 80 veces).

Utilizando firn, los esquimales construyen viviendas de un tipo único denominadas iglú: estructuras abovedadas sin columnas que les permiten vivir y trabajar en las condiciones del ártico en el norte. Si es necesario, se construyen pueblos enteros a partir de firn: varias docenas de iglús conectados mediante firn por túneles y transiciones, lo que permite permanecer relativamente cómodo y seguro en la tundra  durante ventiscas y heladas severas.
Su construcción fácil y barata lo convierte en una alternativa de vivienda para los habitantes de zonas heladas, Ártico y Alaska, donde otro tipo de estructuras resulta muy oneroso; por otro lado, presta el abrigo y la seguridad necesarios. Puede ser una vivienda permanente si el tamaño y el mantenimiento resultan adecuados. Existen diversos modelos y formas, pero la más común es la cúpula. En un iglú puede haber hasta 40 °C más que en el exterior, por ejemplo, si fuera de este alojamiento se encuentra a una temperatura de –30 °C, en el interior se podrían incluso alcanzar temperaturas cercanas a los +10 °C. Además, la nieve utilizada para la construcción de estos refugios sirve como aislante, ayudando a conservar el calor corporal y de las lámparas localizadas en el interior del refugio.

## Otros usos
En el lenguaje coloquial y técnico, "firn" se utiliza para describir ciertas formas de nieve vieja, incluyendo:
- los campos de nieve viejos, conocidos como Firnfelder (tdl. ‘campos de firn’), aunque la nieve no tenga todavía un año de antigüedad
- las capas de nieve más recientes de un glaciar templado, o "abeto"
- utilizado en esquí, la capa superior y blanda de nieve que se congela durante la noche y, como resultado de la insolación primaveral y las altas temperaturas del aire, se derrite y reforma sobre una zona de nieve vieja o harsch' (tdl. ‘harsh’, en referencia a la textura áspera de la nieve).

Al igual que en el contexto anterior, se dice que una pista de esquí que experimenta el deshielo y la recongelación en harsch se abolla. En Suiza, estas pistas se llaman Sulz, pero en Alemania, Sulz se refiere más a menudo a una profundidad a la que ya no se puede disfrutar esquiando cuesta abajo.

## Ejemplos
- El Firn Antártico es el nombre que recibe la superficie de firn que cubre el 99% de la superficie de la Antártida.[20][21]
- El Firn de Daniel Bruun o Firn de Brunn es un firn de Groenlandia.[22]
- El Firn de Dreyer está situado en una zona muy montañosa de Groenlandia.[23]
- El Firn de East Northwall y el Firn de West Northwall fueron grandes glaciares de firme de Indonesia que se formaron a mediados del siglo XX por la rotura del glaciar de Northwall y que desaparecieron completamente en 2017.[24]